# 10 × 23 мм
10×23 мм — патрон нелетального действия, разработанный в начале 2000-х годов.

## Описание
Патрон собран в цилиндрической гильзе с кольцевой проточкой. Края гильзы завальцованы.
Сертифицирован в 2004 году в качестве боеприпаса для служебного травматического оружия. Серийно выпускается с середины 2005 года
Применяется в пистолетах MP-471, МР-472 «Винтук», ПСТ «Капрал» и револьвере РС.
Поставляется в ящиках (1600 шт.).

## Варианты
В настоящее время выпускаются следующие типы патронов:
- 10×23 Т — травматический патрон, снаряжённый резиновой пулей. Масса патрона — 4,9 грамм, масса пули — 0,7 грамм, дульная энергия — не более 100 Дж. Пуля полностью размещена внутри гильзы и не выступает за её пределы.

Эффективная дальность стрельбы составляет до 15 метров. При этом, эффективность применения зависит от места попадания травматической пули «по человеку» и иных обстоятельств (например, снизить воздействие пули способна плотная зимняя одежда).